# Jangel' (Russia)
Jangel' (in russo Янгель?) è un insediamento di tipo urbano della Russia, situato nell'oblast' di Irkutsk.
Il toponimo è in onore dell'ingegnere aeronautico Michail Kuz'mič Jangel', uno dei pionieri della missilistica nell'URSS.